# 칠관로
칠관로(Chilgwan-ro)는 전라남도 강진군 칠량면 칠량면소재지교차로에서 장흥면 관산읍 옥당사거리까지 연결하는 도로아다.

## 연혁
- 2009년 7월 3일 : 2개 이상 시·군에 걸쳐 있는 광역도로로 칠관로를 고시[1]

## 주요 경유지
전라남도
- 강진군 (칠량면) -  장흥군 (관산읍)

## 노선경로
전 구간 지방도 제827호선에 속하므로 이에 대한 별도 표기는 생략한다.
| 이름                | 접속 노선              | 소재지 | 소재지 | 비고 |
| ------------------- | ---------------------- | ------ | ------ | ---- |
| 칠량면소재지 교차로 | 국도 제23호선 (청자로) | 강진군 | 칠량면 |      |
| 송촌교              |                        | 강진군 | 칠량면 |      |
| 칠량면치산리 교차로 | 장계로                 | 강진군 | 칠량면 |      |
| 명주교              |                        | 강진군 | 칠량면 |      |
| 농안교              |                        | 장흥군 | 관산읍 |      |
| 옥산교              |                        | 장흥군 | 관산읍 |      |
| 관산읍옥산리 교차로 | 효자송길               | 장흥군 | 관산읍 |      |
| 옥당사거리          | 관산로                 | 장흥군 | 관산읍 |      |
| 정남진로와 직결     |                        |        |        |      |